# Best Ai
Best Ai é o segundo álbum de compilação da cantora Ai lançado em 16 de setembro de 2009 o álbum foi lançado em três versões: Limitada CD+DVD, somente o CD e "Arienai Price" (preço-baixo).
O álbum ficou em primeiro lugar na Oricon Albums Chart, ficando na parada por 42 semanas.